# Leuctra fusca
Leuctra fusca är en bäcksländeart som först beskrevs av Carl von Linné 1758.  Leuctra fusca ingår i släktet Leuctra och familjen smalbäcksländor. Arten är reproducerande i Sverige.

## Underarter
Arten delas in i följande underarter:
- L. f. latior
- L. f. fusca

## Bildgalleri

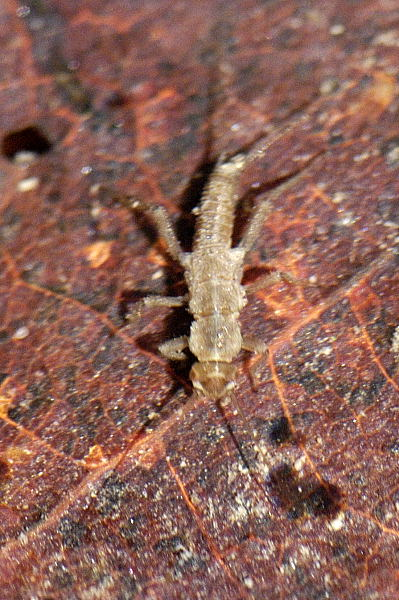